# Kövesdi Péter
Kövesdi Péter (Budapest, 1964. december 11.) magyar újságíró, a Független Hírügynökség korábbi ügyvezető-főszerkesztője.

## Életpályája
Szülei: Kövesdi János és Haraszti Katalin. A Toldy Ferenc Gimnáziumban érettségizett 1983-ban. Orosz–magyar szakon végzett az ELTE Bölcsészettudományi Karán 1985–1990 között. Az 1980-as években a Magyar Távirati Iroda Teletextnél és a Petőfi Rádió reggeli műsorában volt hírszerkesztő. 1989-ben az MTV Híradóban dolgozott, majd a Kurír munkatársa volt. 1992–1993 között a Magyar Televízió Egyenleg című műsoránál szerkesztő-riporter volt. 1994–1996 között ismét tv-híradós volt, közben rövid ideig a Magyar Rádió külföldi adások főszerkesztőségénél dolgozott. 1997–1999 között a Tv2 Tények című műsorának felelős szerkesztője volt. 1999–2000 között a Sláger Rádió hírigazgatója volt. 2000–2004 között az RTL Klub Híradójának felelős szerkesztője volt. 2004–2010 között a Független Hírügynökség ügyvezető-főszerkesztője. 2011–2013 között a Hír24 főszerkesztője. 2020 januárjáig a Népszava munkatársa volt. 2020-tól kezdve az Érd Médiacentrum ügyvezető-főszerkesztője.

## Magánélete
Elvált. Az első házasságából két fia van: Gábor (1996) és Boldizsár (1994). Felesége Gálvölgyi Dóra.

## Művei
- Megfúvom fűzfalantomat. Szórakoztatóan rossz versek antológiája (Szilágyi Mártonnal közösen szerk., 1988)
- Egy nagykanizsai laktanya nyelve és folklórja (Szilágyi Mártonnal közösen, 1989)
- Az RTL Klub Verbális Kódexe (2001)
- Hivatásos rajongó - Történetek színházról, pályatársakról (Beszélgetések Gálvölgyi Jánossal. HVG Kiadó Zrt., 2022)